# Lowrider

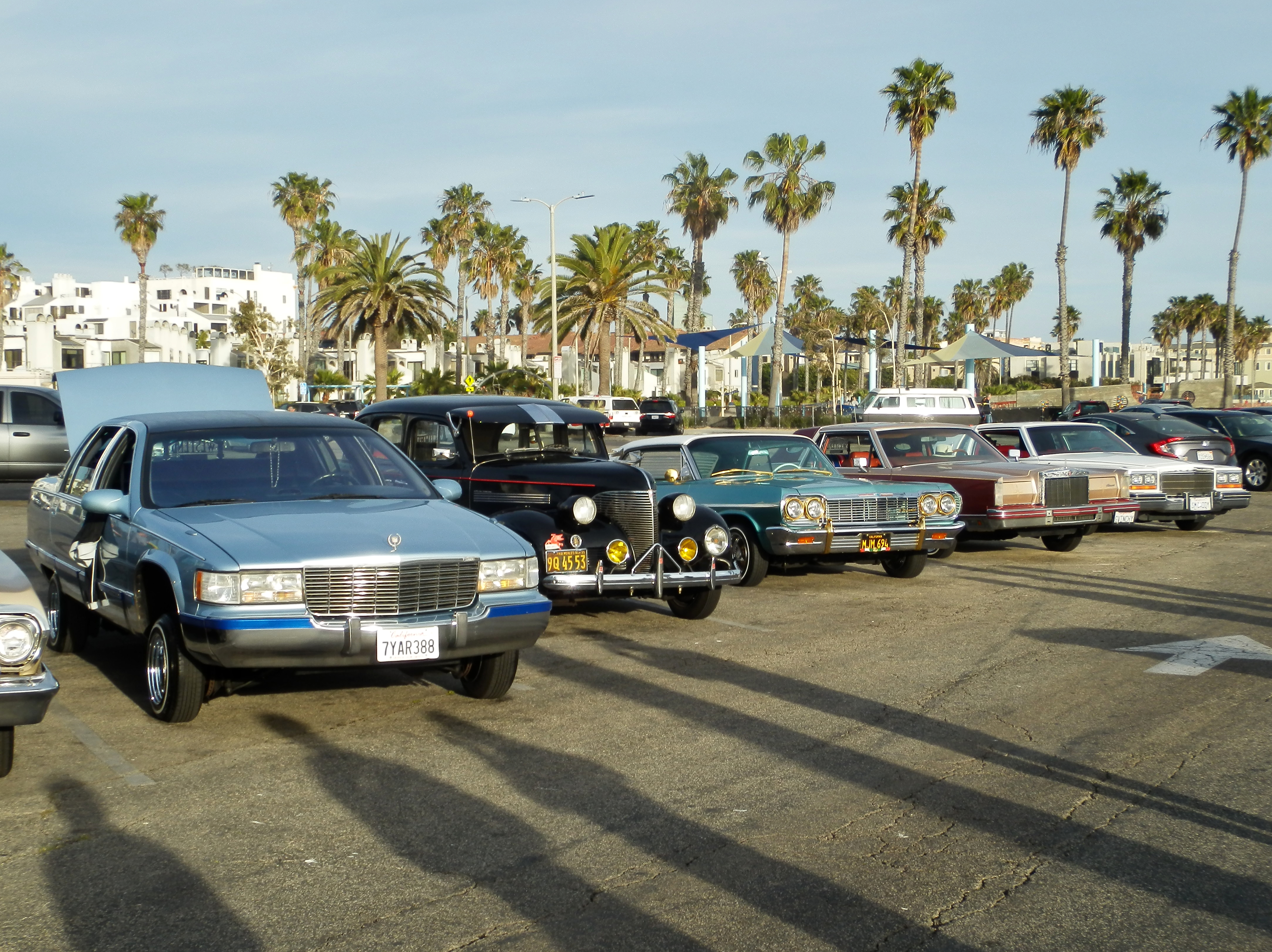
Lowriders en Santa Mónica, California.

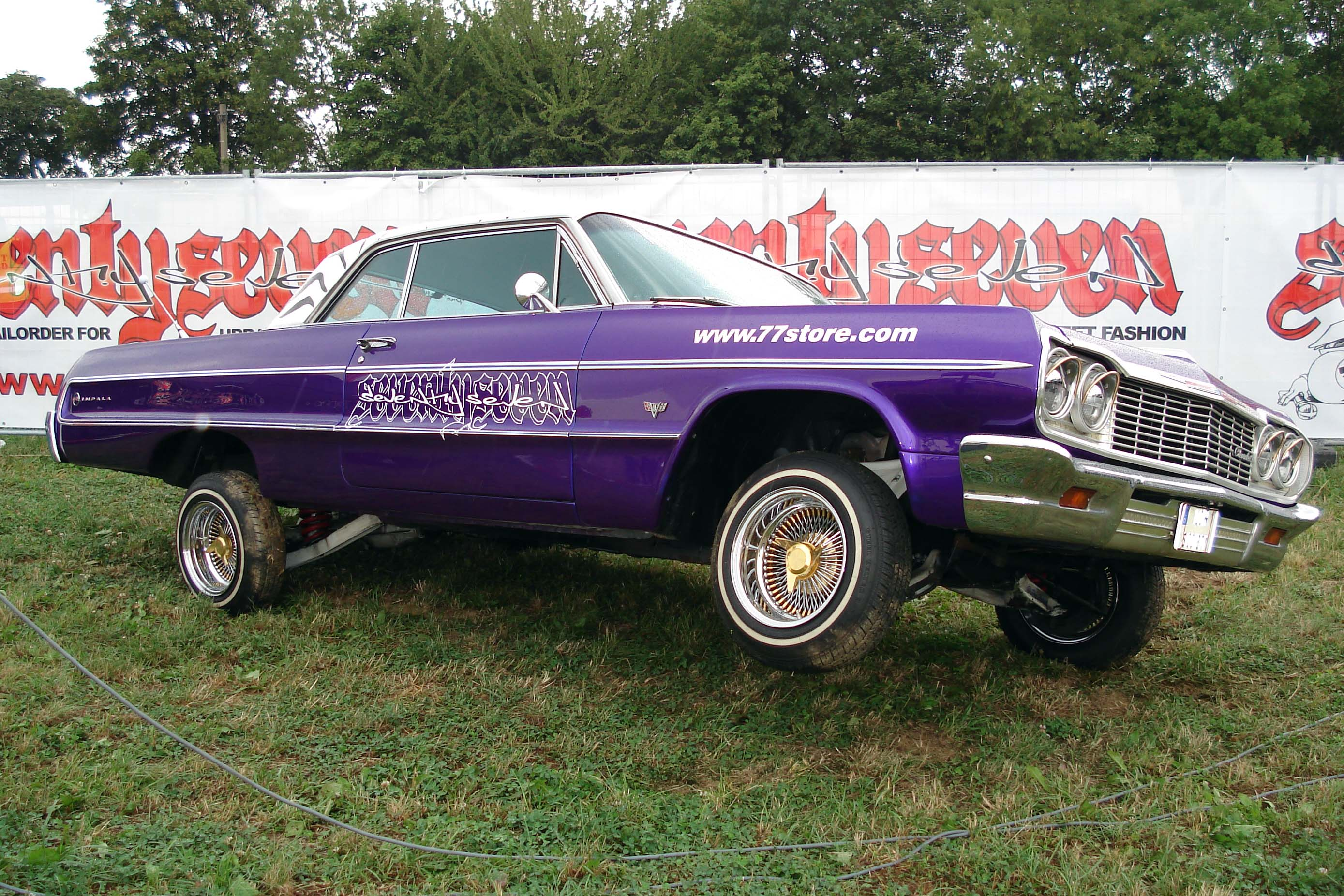
Un Chevrolet Impala de 1964 modificado con este estilo.

El Lowrider fue una forma de manifestación de la cultura chicana (cultura mexicana-estadounidense) que poco a poco fue permeando en la cultura afroamericana y otras en general, en la cual se modificaban coches clásicos, como una forma de vivir y manifestarse ante la sociedad.

## Historia
Desde aproximadamente 1946, después del final de la Segunda Guerra Mundial, muchos artistas estadounidenses de la época y referentes en la moda estilizaban el aspecto de sus vehículos bajándolos de suspensión para darles un toque estilizado. En ocasiones se ponían sacos de arena en el maletero del vehículo para poder bajarlos a una altura considerable con el fin de lograr su meta.
Sin embargo en las comunidades afroamericanas y mexicanas de aquel tiempo, esto mismo se fue convirtiendo en un movimiento social el cual poco a poco fue permeando desde los años 1950 junto al estilo Custom, aunque en medida aislada y faltaría más tiempo para que el movimiento se consolidara en más comunidades.
De igual manera el estilo en materia mecánica fue evolucionando para ser lo que es actualmente, pues en sus inicios casi siempre se modificaba usando neumáticos y rines de medida más pequeña, recorte de espiras en los resortes de la suspensión o en las de muelles (ballesta) y también se aplanaba la curva colocando bloques para bajar más la suspensión o en ocasiones se ponía una placa de magnesio o algún otro metal para que al rozar saltaran chispas, característica que también se volvió muy popular.
Sin embargo como también ocurrió con los Hot Rods y Customs se vieron en algunos problemas con la autoridad y algunas legislaciones comenzaron a prohibir que se modificaran las suspensiones y que las piezas del vehículo bajaran más allá de la llanta. 
A medida que pasaba el tiempo y que las comunidades mexicanas y afroamericanas acentuaban y consolidaban el estilo, más y más autos preparados con este estilo comenzaron a surgir, incluso los muscle cars también se unían a dicha corriente.

### Años 1970
Su apogeo se produjo durante los años 1970, en donde la cultura underground de la música disco aunada al prestigio que otorgaba el ser el chulo en el bajo mundo requería un vehículo único y personalizado. Fue ahí donde los Low Riders encontraron un surgimiento muy propio a la época. De hecho muchos autos de ese entonces en algunas ciudades estadounidenses como Los Ángeles, San Francisco, Nueva York, Miami y demás comenzaron a reconocerse por ese estilo; al igual que el estilo Dub de hoy en día también los autos grandes y lujosos fueron los ideales para este mismo estilo.
En esta época es cuando se comienzan a desarrollar los primeros sistemas hidráulicos que básicamente consistían en suspensiones modificadas para ser controladas mediante dispositivos eléctricos que accionaban válvulas encargadas de distribuir fluido hidráulico, similar al de los equipos de construcción que para este caso servían para hacer bajar o subir el vehículo según lo requiriese el conductor, descubriendo también que con este sistema podría saltar este mismo desde el eje delantero, incluso bajando una esquina o un lado del vehículo, esto en respuesta a las rígidas leyes que no permitían bajar el vehículo, y así podía pasar desapercibido ante la autoridad y podía bajar cuando no hubiese vigilancia estricta, pero también podía subirse para poder atravesar caminos en un relativo mal estado. A partir de este punto el Low Rider comenzaría a cimentar las bases del estilo que actualmente se ve y que deleita a propios y extraños. Posteriormente los sistemas se hicieron más compactos y eficientes con ayuda del avance en tecnología permitiendo reducir el costo de instalación pero sin olvidar la calidad del trabajo en cuanto a este sistema.
En 1975 la banda de rock y funk War lanzó una canción denominada Low Rider, donde se muestran infinidad de vehículos con este estilo en el vídeo que acompañaba al sencillo.

### Años 1980
Aunque tuvo un decaimiento con la llegada de la década de los años 1980, principalmente por la crisis energética y el advenimiento de los coches compactos que dejaron en segundo plano a los automóviles más grandes, los latinos y en algunos casos los afroamericanos lo siguieron aplicando hasta en vehículos importados.
La naciente cultura underground del hip hop también adoptó el estilo y lo usó más como una imagen de prestigio y respeto, la cual fue asimilada paulatinamente. Posteriormente, evolucionaron a algunos estilos nuevos de tuning como el estilo "Bling". Sin embargo, aun sigue siendo utilizado en autos clásicos y en menor medida en otros más recientes.
Con el paso del tiempo y hasta nuestros días el estilo se ha vuelto perfectamente reconocible y aceptado por la mayoría de las comunidades estadounidenses. Incluso ha traspasado fronteras y llegado a lugares como Europa y Asia (principalmente Japón). Asimismo, se ha convertido en un asunto un poco más profesional, celebrándose concentraciones y competiciones de este tipo de vehículos, los cuales hacen alarde de sus sistemas por ganar puntos y trofeos. Aunque las leyes actuales no permiten que se hagan estos más allá de las exhibiciones autorizadas, hay en muchos lugares reuniones informales que incluso reúnen a familias latinas, afroamericanas y demás con el afán de entretenerse sanamente, siendo tomado en cuenta también como un estilo de vida al no tener nada más productivo para hacer.

## Estilo

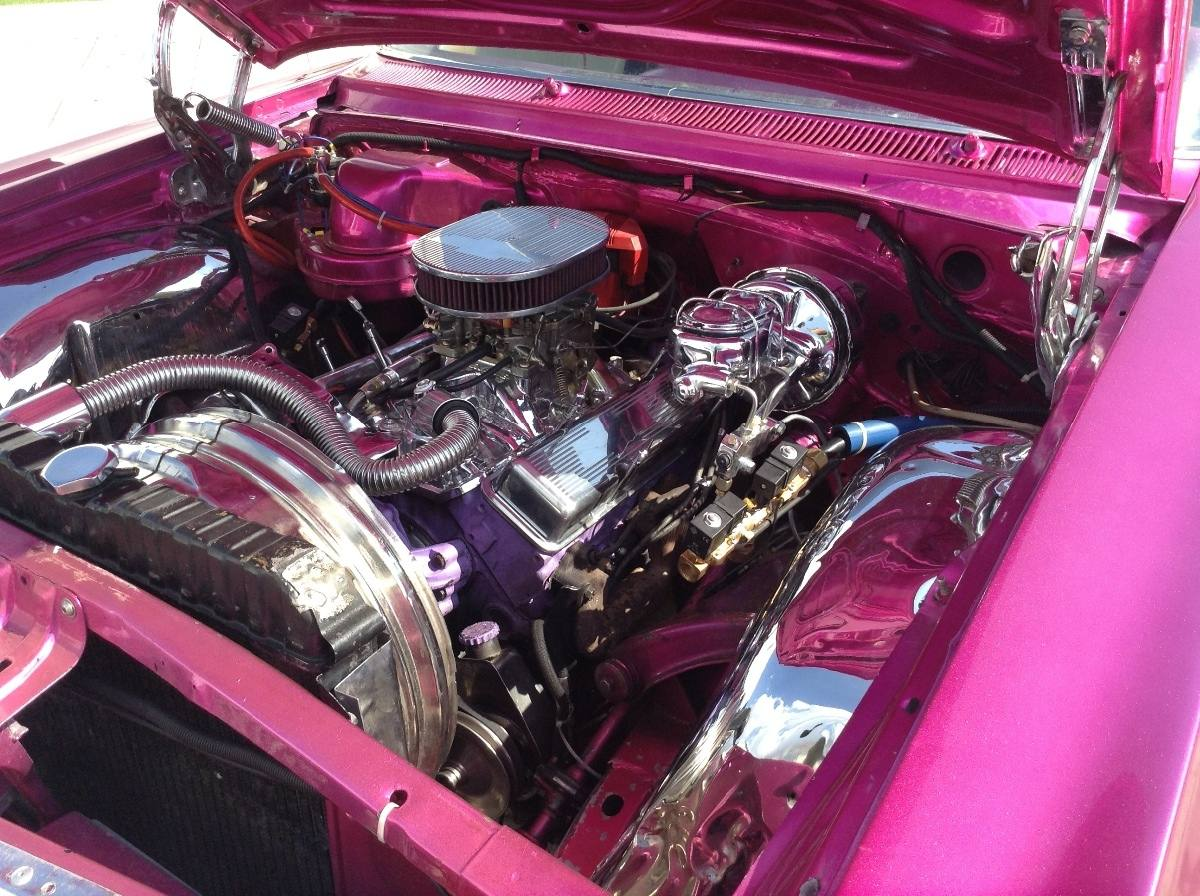
Motor detallado y cromado, pudiendo tener a su vez detalles de color.

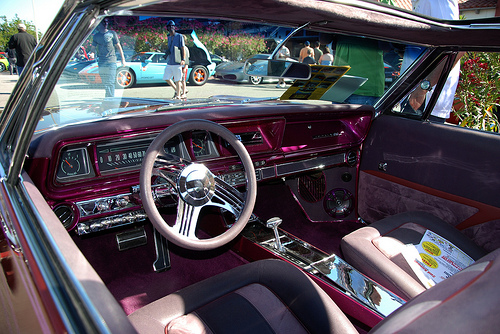
Interior restaurado y a la vez personalizado en un Impala.

Mayormente los vehículos dedicados al estilo Low Rider, además del sistema electro-hidráulico que los identifica como tales, pueden contener elementos como:
- Pintura en colores perlados, brillantes y/o metalizados con el fin de satinar el acabado del vehículo (si se opta por colores oscuros como azul marino o negro también se resaltan).
- Además de la pintura, también pueden incluirse formas rectas, abstractas en distintos tonos y acabados así como imágenes alusivas y representativas, generalmente íconos religiosos, patrióticos, de caricaturas o de exaltación de la forma femenina.
- Tapicerías realizadas en distintos tipos de materiales, ya sea únicos o combinados, pudiendo ser cuero, piel, peluche, pliana o terciopelo.
- Rines de rayos en medidas pequeñas o medianas junto con llantas también reducidas en tamaño para matizar el aspecto de éstas. Puede optarse por neumáticos que posean una pequeña banda blanca a su alrededor.
- Toques estilizados y en ocasiones combinando con la pintura exterior del vehículo aplicados sobre todo en el motor y en los sistemas hidráulicos.

Entre otras personalizaciones según presupuesto, gustos, estilo y demás factores que considere el propietario del vehículo, siendo un estilo que hoy en día puede adaptarse a casi cualquier subcultura.
Por lo general al estar asociado a las comunidades latinas y afroamericanas se resalta el hecho de que se puede tener un lienzo para contar algo, ya fuese una historia, exaltar la personalidad o hacerse notar para llamar la atención debido a una muy baja estima según los gustos de cada quien. A diferencia de un mural en una pared esta estilización puede acompañar a una persona adonde sea.990

## Vehículos utilizados
Los coches más utilizados son los Chevrolet, en especial los modelos Impala, Caprice, Monte Carlo, etcétera. También se utilizan marcas como Cadillac, Oldsmobile y Buick (por ejemplo, el Buick Regal); en menor medida están los de la marca Ford; y en último lugar los de Chrysler. En Estados Unidos suele ser donde hay más Lowriders, sobre todo en Los Ángeles, California, también en San Diego, Arizona, Texas, Florida, Luisiana, entre otros estados. En México, las ciudades donde hay más Lowriders son las del estado de Baja California, ya que está por debajo de la California estadounidense. Las ciudades con más automóviles de este estilo en México son Tijuana y Mexicali, aunque también se han visto algunos en las tres más grandes ciudades del país: Ciudad de México (la capital del país), Guadalajara y Monterrey, principalmente por los familiares de residentes en Estados Unidos y en menor medida en otros estados del país.
Recientemente se han comenzado a aceptar vehículos relativamente modernos, principalmente de los años 1980 para adelante. Esto se debe a que cada día son más escasos los vehículos clásicos susceptibles de modificar, así que usualmente los vehículos modernos a modificar bajo esta corriente regularmente suelen ser algunos pertenecientes a General Motors, Chrysler y Ford, así como algunos japoneses como Toyota, Honda, Mazda, entre otros, y también algunos europeos como los Audi y los Volkswagen. Esto es tomado en cuenta como un relevo generacional para el estilo. En estos casos el interior se puede dejar original pero también si se cuenta con el presupuesto suficiente y el tiempo se le puede hacer un trabajo completo de vestidura personalizada con los cánones ya mencionados anteriormente.
Asimismo se pueden también apreciar pick-ups simples, extendidas y de cuatro puertas, y SUVs que también se modifican en este estilo, generando en muchos casos ejemplares únicos a gusto del propietario siguiendo todo lo explicado.

## Galería

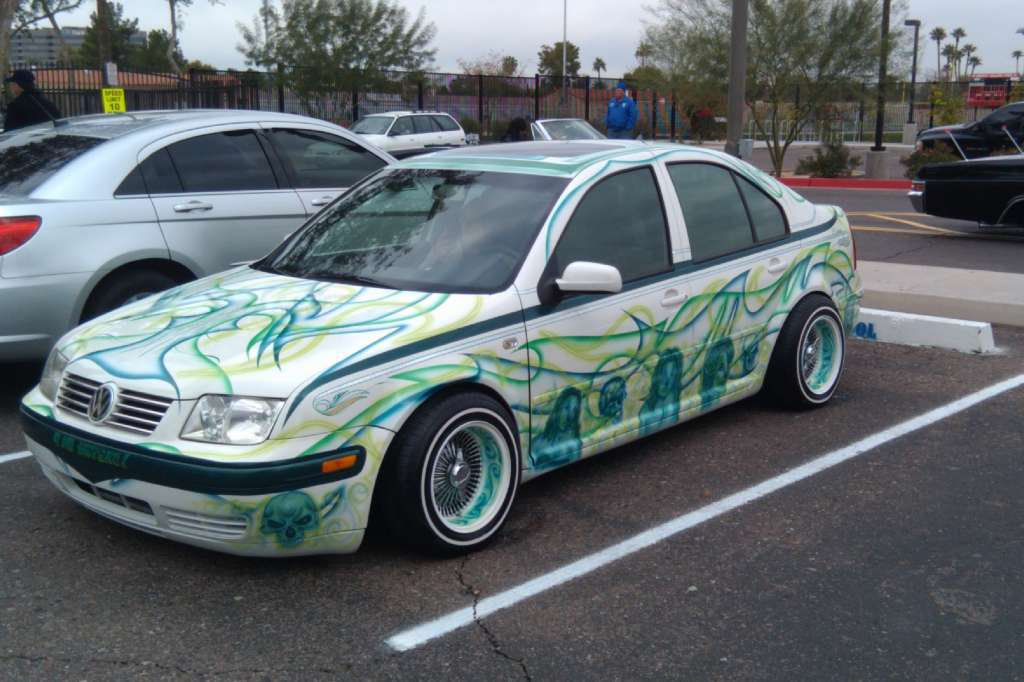
Un Volkswagen Jetta afín al estilo.
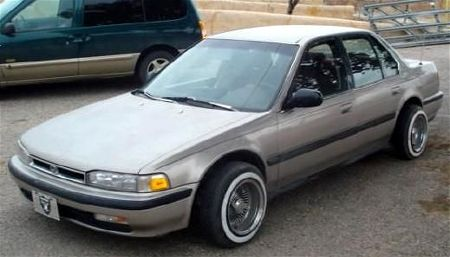
Un Honda Accord con rines afines.
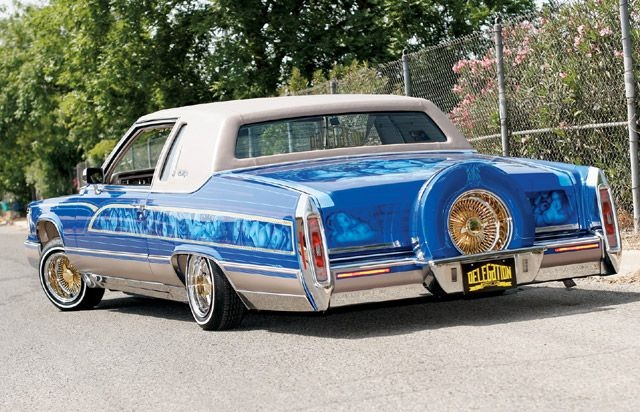
Un Cadillac Brougham Fleetwood con este estilo.